# تپه بالای‌آبادی
تپه بالای آبادی مربوط به سده‌های متاخر دوران‌های تاریخی پس از اسلام است و در شهرستان همدان، بخش شراء، دهستان جیحون دشت، روستای یکله واقع شده و این اثر در تاریخ ۱۸ اسفند ۱۳۸۷ با شمارهٔ ثبت ۲۵۱۳۳ به‌عنوان یکی از آثار ملی ایران به ثبت رسیده است.